# あぁ!
あぁ!為隸屬於Hello! Project旗下的團體之一，於2003年成立，成員包括Berryz工房的夏燒雅和℃-ute的鈴木愛理。過去早安少女組。的田中麗奈和Hello!_Pro研修生佐保明梨也屬於あぁ!。

## 單曲
- First Kiss
- Masayume